# Sommerteich
Der Sommerteich ist ein Gewässer auf der Gemarkung der Gemeinde Schlepzig im Landkreis Dahme-Spreewald in Brandenburg. Er liegt südlich des Gemeindezentrums und dort wiederum südlich des Wohnplatzes Petkamsberg. Die Spree fließt von Süden kommend in nördlicher Richtung an dem Gewässer vorbei. Östlich grenzt das Naturschutzgebiet Börnichen an das Gewässer an. Der Sommerteich wird wie auch die übrigen angrenzenden Gewässer für die gewerbliche Fischzucht genutzt. Südlich grenzt der Spreeteich an; östlich hiervon liegen der Moorteich, der Gänseteich und der Schnepfenteich.